# Leo Simpson
Leo Simpson († 20 octobre 1954), est un pilote de vitesse moto néo-zélandais. Il décède dans un accident de bateau.